# リチャード・クドウ
リチャード・クドウ（Richard Roksabro Kudo, 1886年7月25日 - 1967年6月3日）は、アメリカ合衆国の原生動物学者。日本の徳島県出身で工藤 六三郎（くどう ろくさぶろう）といったがアメリカに帰化した。農学士、理学博士。

## 業績
カイコ微粒子病の病原体（Nosema bombycis）の研究から始めて微胞子虫や粘液胞子虫を専門としたほか、巨大多核アメーバPelomyxaの研究でも知られている。また自由生活性と寄生性とを分け隔て無く扱った原生動物学の教科書を著し、生涯にわたって改訂し続けた。粘液胞子虫のクドア(Kudoa)属は彼に献名された属である。米国原生動物学会（現在の国際原生生物学会）の設立委員の1人であり、1953年には会長を務め、名誉会員にも選ばれている。南イリノイ大学理学部動物学科では、その年の最も優れた修士論文または博士論文に対してRichard R. Kudo Memorial Award（リチャード・クドウ記念賞）を贈っている。

## 略歴
明治19年（1886年）徳島県の工藤寅吉・もと夫妻の末子として生まれる。明治40年（1907年）9月に東京帝国大学農科大学農学科に入学し、石川千代松・外山亀太郎の指導を受けてカイコ微粒子病の研究に取り組みはじめる。明治43年（1910年）7月に卒業してから2年ほど大学院生として留まったのち、明治44年（1911年）に設立された原蚕種製造所（後の蚕業試験場）に移る。大正4年（1915年）農商務省海外練習生として渡米し、ロックフェラー研究所の野口英世の下で研究を進める。当初はさらにヨーロッパへ向かう予定であったが、第一次世界大戦の影響もありアメリカに留まった。1918年イリノイ大学動物学科に職を得て、1921年助手、1925年助教、1936准教授、1944年教授。この間に大正13年（1924年）東京帝国大学理学博士。1954年にイリノイ大学を退職して名誉教授となり、ラトガース大学微生物学研究所に客員研究員（のち客員教授）として赴任。1958年からは南イリノイ大学客員教授として生涯教鞭をとった。1967年セントルイスにて死去。墓所はニューヨーク州ニュー・シティのジャーモンズ墓地にある。
ソフトボール、ハイキングなどを好み、サンフランシスコ・ジャイアンツの熱烈なファンでもあった。1918年5月20日にEsther Swansonと結婚し、後年2人の娘（Elin EmchとJean Pearce）と5人の孫に恵まれた。

## 主著
- Kudo, Richard (1931). Handbook of Protozoology. Springfield, Ill.: Thomas
- Kudo, Richard (1939,1946,1954,1966). Protozoology. Springfield, Ill.: Thomas. ISBN 0398010587
- Kudo, Richard (1944). Manual of human protozoa, with special reference to their detection and identification. Springfield, Ill.: Thomas